# Sputnikmusic
Sputnikmusic ou, simplesmente, o Sputnik é um site americano que oferece notícias e opiniões sobre música com características de sites em estilo Wiki. Foi criado por Jeremy Ferwerda, em janeiro de 2005. O formato do site é inovador na medida em que permite aos profissionais a conviver com amadores, distinguindo-se de sites similares, como Pitchfork Media e Tiny Mix Tapes e usando um estilo wiki de banco de dados comparáveis ao Rate Your Music e IMDb.
Com o tempo, Sputnikmusic estabeleceu-se como uma fonte confiável, sendo muito citada na imprensa.  Geralmente, os escritores da equipe tendem a se concentrar na cobertura de notícias e análise crítica de músicas ou álbuns de música. O site abrange todos os tipos de gêneros musicais, desde metal, punk, indie, rock, hip-hop, e pop ao jazz, eletrônica, reggae, trip-hop, música clássica e bandas sonoras.